# Jules Delon-Soubeiran
Pour les articles homonymes, voir Delon et Soubeiran.
Jules Delon-Soubeiran est un homme politique français, né le 21 novembre 1837 à Nîmes et mort le 17 décembre 1900 dans la même ville.

## Mandats et fonctions
- Conseiller municipal de Nîmes et président de la commission municipale[1]
- Conseiller général du canton de Lédignan (1883-1898)
- Président de la commission départementale[2]
- Député du Gard (1898-1900)

## Distinction
- Chevalier de la Légion d'honneur

### Sources
- « Jules Delon-Soubeiran », dans le Dictionnaire des parlementaires français (1889-1940), sous la direction de Jean Jolly, PUF, 1960 [détail de l’édition]
- Cathie Miclo, « Jules Delon-Soubeiran », dans David Mataix (dir.), Les Maires de Nîmes depuis la Révolution, Nîmes, Lacour, coll. « Rediviva », 2012 (ISBN 978-2-7504-2885-3), p. 100-101.
- « Delon-Soubeyran (Jules) », dans Dictionnaire biographique du Gard, Paris, Flammarion, coll. « Dictionnaires biographiques départementaux » (no 45), 1904 (BNF 35031733), p. 207-208.